# De maatschappij tot nut van den Javaan
De Maatschappy tot nut van den Javaan is een tekst van Multatuli, geschreven op 5 oktober 1869 en voor het eerst gepubliceerd op 10 oktober 1869.
De aanleiding tot dit geschrift was een brief van deze "maatschappij" waarin Eduard Douwes Dekker werd gevraagd een geldelijke bijdrage te leveren om daarmee het werk van deze instelling te steunen. Alhoewel deze maatschappij zich volgens haar statuten de educatie en ontwikkeling van de "inlander" als doel stelde, was de benadering zeer paternalistisch en ronduit neerbuigend te noemen. Uit de weinige wandplaten die er ooit geproduceerd zijn is af te lezen hoe ver vooruit het negentiende-eeuwse Nederland dacht te zijn, in vergelijking met de omstandigheden op Java.
De brief was eigenlijk bedoeld om deel uit te maken van de reeks "Causerieën" in het nieuws- en advertentieblad De Locomotief in Semarang in voormalig Nederlands-Indië. Maar de redactie van de Locomotief weigerde de tekst in haar kolommen op te nemen.
Van deze tekst bestaat er een klad-handschrift, dat wordt bewaard op de afdeling "Bijzondere Collecties" van de Universiteitsbibliotheek aan de Turfmarkt te Amsterdam. Het moge zijn dat Multatuli in gedrukte tekst erop stond dat er een "y" zonder puntjes werd gebruikt, in zijn handschrift zijn op vele plaatsen de puntjes wel degelijk aanwezig.

## Tekstversie handschrift
Aan het bestuur van 

de Haagsche Afdeeling        's Hage 5 Oktober 1869

der Maatschappij

tot Nut van den Javaan.
        WelEdele Heeren !

        Ik ontving zoo even Uwe uitnoodiging om bij te dragen aan een "fonds voor het Onderwijs

onder de Javanen" en ben zoo vrij U daarover mijne verwondering te betuigen.

        Het konde U toch, naar ik veronderstellen mag bekend zijn, dat ik aan het welzijn der

Inlandsche Bevolking van Nederlandsch-Indie heb ten offer gebragt wat een mensch offeren

kan, en derhalve iets meer dan de velen, die met het oog op pensioensreglement of arron-

disſering van fortuin de misbruiken op Java rustig aanzagen -- zoo niet erger ! -- tot

op den dag dat het bestrijden daarvan zou kunnen plaats hebben zonder gevaar en zelfs 

met voordeel.

        Ik meen het dus zonderling te mogen vinden aangesproken te worden om hulp namens

de door U vertegenwoordigde Maatschappy die naar myne innige overtuiging, door de 

oogen des Volks afteleiden van de ware oorzaken des kwaads, het hare bijdraagt om 

de kwaal te bestendigen en ongeneeslyk te maken.

        Wie inderdaad prijsstelt op beschaving tracht naar niet bespottelyk te maken door het

uitreiken van meer of min in geïllustreerde leerboekjes, schoolprenten en handatlassen aan 

lieden die men stelselmatig uitplundert, mishandelt en vermoordt.

        Met nog eenige andere elementen valsch liberalisme, baarsheid, geloof,

Kleinstädterei, geldzucht -- is de Maatschappij tot Nut enz., onbewust een der

werktuigen in  de hand van het booze, en als zoodanig eene domme, wrede satyre 

op de Havelaarzaak waarin de kanker die Indie opvreet met den vinger wordt aangewezen.

        Onbewust? Ik geloof het.

        Maar niet geloof ik dat die onkunde als verschoning gelden mag sedert ik ieder

die lezen kan in de gelegenheid stelde minder onnoozel te wezen.

        Zeer gaarne wil ik naar myn zeer beperkt vermogen iets bydragen zoodra er gelden

worden gezameld voor een fonds om lezen te leren aan het Nederlandſche Volk.

        Het doet mij intussen zeer leed te moeten ontwaren dat achtenswaardige personen

als waarvoor ik de onderteekenaars der my gezonden circulaire houde, zich door Droogstoppel 

laten verlokken om ter ontlasting van hun bezwaard gemoed den rol van Tetzel te spelen.

        (niet ondertekend)